# 아시아피그미다람쥐속
아시아피그미다람쥐속(Exilisciurus)은 다람쥐과 칼로스키우루스아과에 속하는 설치류 속 분류군이다. 아시아에서 발견되는 3종을 포함하고 있다.

## 하위 종
- 필리핀피그미다람쥐 (E. concinnus)
- 애기피그미다람쥐 또는 평원피그미다람쥐 (E. exilis)
- 화이트헤드피그미다람쥐 (E. whiteheadi)